# Jimdo

Jimdo，是一家使用所见即所得技术的网站，人们可以通过Jimdo在互联网上建立他的个人主页。Jimdo提供免费的在线网页创建、编辑以及博客等功能。
Fridtjof Detzner，Matthias Henze和Christian Springub在2007年2月创建了这家网站。2009年，在雅虎宣布关闭雅虎地球村之后，Jimdo宣布前雅虎地球村用户可以转用Jimdo。